# Reinier de Ridder
Reinier de Ridder (7 september 1990) is een Nederlands MMA-vechter.

## Biografie
De Ridder begon op jonge leeftijd met judo en ging over op Braziliaans jiujitsu en mixed martial arts (MMA). Vanaf 2013 werd hij professional in mixed martial arts. In 2018 tekende hij een contract bij de franchise ONE Championship, waarvoor hij op 25 januari 2019 tijdens ONE Championship: Hero's Ascent debuteerde met een overwinning tegen Fan Rong. Op 30 oktober 2020 versloeg De Ridder tijdens ONE Championship: Inside the Matrix titelverdediger Aung La Nsang om de wereldtitel van ONE Championship in het middengewicht. De Ridder versloeg La Nsang wederom op 28 april 2021 tijdens ONE on TNT 4, waar hij als vervanger moest aantreden, om de titel in het zwaargewicht, waardoor hij twee wereldtitels tegelijk heeft bij ONE Championship. Na zestien ongeslagen MMA-partijen verloor hij in december 2022 en in maart 2024 twee keer van de Russische Anatoly Malykhin. 
In 2017 en 2019 won hij een zilveren medaille tijdens de Europese kampioenschappen Braziliaans jiujitsu. Naast de vechtsport is hij fysiotherapeut.
In september 2024 werd bekend dat Reinier de Ridder een overstap maakte van ONE Championship naar de UFC. Kort na zijn overstap kreeg hij de kans om zijn debuut te maken in de octagon tegen de ervaren Gerald Meerschaert. Dit debuutgevecht wist De Ridder winnend af te sluiten. Vrij snel na zijn eerste gevecht mocht hij opnieuw de octagon betreden. Op zaterdag 18 januari 2025 vocht hij een maincard-wedstrijd tegen de Amerikaan Kevin Holland. De Ridder won deze partij overtuigend in de eerste ronde met een Rear Naked Choke. Met deze overwinning werd hij de eerste Nederlander in acht jaar die een zege behaalde in het hoofdprogramma van de UFC. In mei 2025 won hij ook zijn derde wedstrijd op het hoogste MMA-niveau, tegen Bo Nickal. In juli van dat jaar won hij van Robert Whittaker.